# MUSTARD
『MUSTARD』（マスタード）は、M-AGEの1枚目のフルアルバム。

## 概要
シングル「WALK ON THE MOON」、マキシシングル「3 RE-MIX + 1」に次いでリリースされた。先行シングルに加えて、デビュー前に参加し、後に所属レーベルにもなったビクターインビテーションより発売されたオムニバス『DANCE2NOISE 001』収録の「CALL ME」も収録されている（但しミックスが異なる）。
先行シングル「WALK ON THE MOON」はシングル版とはミックスが異なる。

## 収録曲
1. SILENT FEARS (作詞:MIYO-KEN, KOICHIRO / 作曲:MIYO-KEN)
2. CALL ME (REMIX) (作詞:KOICHIRO / 作曲:KAJIWARA YUJI)
3. WONDER (作詞:KOICHIRO / 作曲:KAJIWARA YUJI)
4. BLOOMING OUT OF SEASON (作詞:KOICHIRO, OKAZAKI KATSUSHIGE / 作曲:OKAZAKI KATSUSHIGE)
5. MIND WAR (作詞作曲:KOICHIRO)
6. UNDER THE CUBIC SKY (作詞:KOICHIRO / 作曲:KAJIWARA YUJI)
7. WALK ON THE MOON (REMIX) (作詞作曲:KAJIWARA YUJI)
8. CRISIS (作詞:KOICHIRO / 作曲:MIYO-KEN)
9. VISITOR (作詞:KOICHIRO / 作曲:KAJIWARA YUJI)
10. ENOUGH OF THIS (作詞:KOICHIRO / 作曲:OKAZAKI KATSUSHIGE)

編曲は全曲M-AGE。

## 関連シングル
1. WALK ON THE MOON
  - WALK ON THE MOON / VISITOR

## 参加ミュージシャン
- KOICHIRO: VOCALS
- MIYO-KEN: GUITARS
- KAJIWARA: BASS
- OKAZAKI: DRUMS, PERCUSSION
- DJ PEAH: DJ&ELECTRONICS

- KAZUTOSHI YOKOYAMA: MANIPULATE
- TAKEHARU HAYAKAWA: ELECTRIC CELLO
- YURIE KOKUBU: CHORUS
- TERUE OGIWARA